# Choline acétyltransférase
La choline acétyltransférase (ChAT) est l'enzyme principale de la synthèse de l'acétylcholine, un important neurotransmetteur des systèmes nerveux central et périphérique. La ChAT qui est une enzyme de type acyltransférase, est synthétisée dans le corps cellulaire des neurones puis transféré par le flux axoplasmique vers la terminaison axonale où elle métabolise l'acétylcholine à partir de la choline et d'un acétate fourni par l'acétyl-coenzyme A. 
Chez l'homme, cette enzyme est codée par le gène CHAT situé sur le chromosome 10 humain dont les mutations sont à l'origine de myasthénies sévères congénitales.

## Fonction
Les systèmes cholinergique sont impliqués dans diverses fonctions neurologiques. Les altérations dans certains neurones cholinergiques 
pourraient expliquer les perturbations observées dans la maladie d'Alzheimer.
La protéine codée par ce gène synthétise l'acétylcholine. 
Des épissages alternatifs contenant des exons non traduits ont été trouvés. Trois de ces quatre épissages alternatifs codent des protéines identique de 69 kDa, tandis que la dernière code à la fois des protéines de 59 et 82 kDa.

Choline
Acetylcholine

## En médecine
Des mutations du gènes sont responsables d'un syndrome myasthénique congénital pouvant être grave. Il se traduit pas des apnées et peut provoquer une mort subite du nourrisson, les symptômes s'aggravant au froid. Les symptômes sont améliorés par les anticholinestérases qui n'empêchent pas, cependant, la dégradation de l'état musculaire.